# Club Sportif Bourgoin-Jallieu

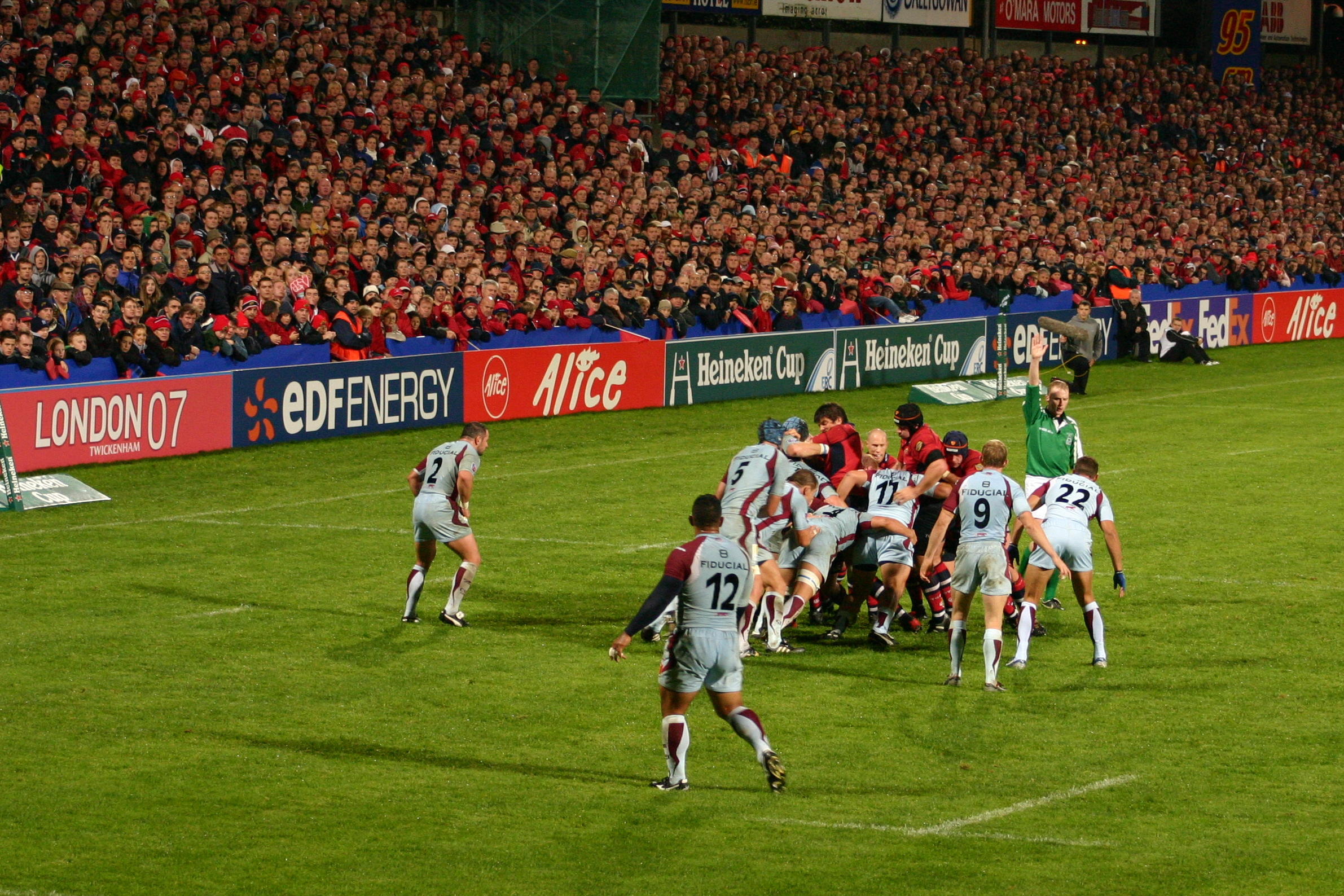
Partido de Heineken Cup entre el CSBJ de Francia y Munster de Irlanda

El Club Sportif Bourgoin-Jallieu o CSBJ (Club Deportivo de Bourgoin-Jallieu) es un equipo de rugby de Francia.
Compite actualmente en el Championnat Fédéral Nationale, la tercera división francesa de rugby.

## Palmarés

### Torneos internacionales
- European Challenge Cup (1): 1996-97
- Subcampeón European Challenge Cup (2): 1998–99, 2008–09

### Torneos Nacionales
- Segunda División (3): 1964-65, 1970-71, 1972-73.
- Subcampeón Top 14 (1): 1996-97